# Coreia do Sul nos Jogos Paralímpicos de Verão de 2012
A Coreia do Sul foi um dos participantes dos Jogos Paralímpicos de Verão de 2012, em Londres, no Reino Unido.

## Medalhistas
| Atleta        | Esporte              | Evento                   | Medalha |
| ------------- | -------------------- | ------------------------ | ------- |
| Keun Bae Chun | Levantamento de peso | Mais de 100 kg masculino | Bronze  |

## Desempenho

### Bocha
| Atleta        | Evento         | Fase de Grupos/ Eliminatória | Fase de Grupos/ Eliminatória | 16 Avos              | Oitavas de final          | Quartas de final         | Semifinal                                        | 3°lugar Final                                      | 3°lugar Final |
| Atleta        | Evento         | Adversário Resultado         | Pos                          | Adversário Resultado | Adversário Resultado      | Adversário Resultado     | Adversário Resultado                             | Adversário Resultado                               | Pos           |
| ------------- | -------------- | ---------------------------- | ---------------------------- | -------------------- | ------------------------- | ------------------------ | ------------------------------------------------ | -------------------------------------------------- | ------------- |
| Kwang-Min Ji  | Individual BC1 | bye                          | bye                          | bye                  | BRA J. de Oliveira D 3-3* | Não avançou              | Não avançou                                      | Não avançou                                        | Não avançou   |
| Myeong-Su Kim | Individual BC1 | bye                          | bye                          | bye                  | GRE P. Soulanis V 5-0     | BRA J. de Oliveira D 1-7 | Disputa do 5º-8º lugares: POR J. Fernandes D 2-3 | Disputa do 7º-8º lugares: THA W. Huadpradit D 0-11 | 8º            |

### Levantamento de peso
Masculino
| Atletas       | Evento  | Resultado | Posição |
| ------------- | ------- | --------- | ------- |
| Keun Bae Chun | +100 kg | 232,0     |         |

Feminino
| Atletas        | Evento   | Resultado | Posição |
| -------------- | -------- | --------- | ------- |
| Jeong Hee Shin | -48 kg   | NM        | NM      |
| Hyun Hee Choi  | -60 kg   | 85,0      | 7º      |
| Hyun-Jung Lee  | +82.5 kg | 103,0     | 7º      |

### Natação
Masculino
| Atletas       | Evento                 | Preliminares | Preliminares | Final       | Final       |
| Atletas       | Evento                 | Marca        | Posição      | Marca       | Posição     |
| ------------- | ---------------------- | ------------ | ------------ | ----------- | ----------- |
| Kyunghyun Kim | 50 metros livre - S4   | 40s37 Q      | 6º           | 42s49       | 8º          |
| Kyunghyun Kim | 100 metros livre - S4  | 1min31s03    | 9º           | Não avançou | Não avançou |
| Lee In Kook   | 200 metros livre - S14 | 2min08s18    | 13º          | Não avançou | Não avançou |